# Luma holoxantha
Luma holoxantha là một loài bướm đêm trong họ Crambidae.